# Carl Brisman
Carl Brisman, född 15 november 1760 i Ekby socken, Västergötland, död 10 februari 1800 i Greifswald, var en svensk matematiker. Han var bror till Sven Brisman den äldre.